# となりのフィギュア原型師
『となりのフィギュア原型師』（となりのフィギュアげんけいし）は、丸井まおによる日本の4コマ漫画作品。芳文社の『まんがタイムオリジナル』にて、2019年3月号より連載中。

## あらすじ
腕は良いがコミュ障のフィギュア原型師・半藤隆太郎は企画担当者・倉田の紹介で近所の原型師工房「おこめ畑」を訪れる。見た目も性格もお子様の工房代表・桐山こるりに面食らうも、彼女が以前から崇拝しているベテラン原型師「滝館おこめ」と知って舞い上がってしまう。その後半藤も工房に加わり、他の個性的な工房メンバーやフィギュアに理解のある隣人・実方せつかも加え、原型の〆切に追われながらの賑やかな日々が繰り広げられる。

## 登場人物
半藤 隆太郎（はんどう りゅうたろう）
巨乳美少女専門の若手フィギュア原型師。コミュ障でいつもマスクをしている。インドア派だが筋トレが趣味のため意外と筋肉質。原型師「滝館おこめ」としてのこるりを崇拝している。後にデジタル造形制作に移行する。
桐山 こるり（きりやま こるり）
フィギュア原型師工房「おこめ畑」代表。「滝館（たきたて）おこめ」名義で活動する人気原型師。容姿・性格共にお子様でいつも思い付きで行動する。普段は作務衣姿。
斎藤 忠良（さいとう ただよし）
工房メンバー。眼鏡巨漢デブ。ストライクゾーン低めの美少女フィギュアを得意とする。性癖以外は常識人で工房の実質的なまとめ役。
羽喰 ひたき（はぐい ひたき）
工房メンバー。パンク系の衣装を好むが気と声が小さい。マッチョキャラやクリーチャー系が得意。こるりと半藤を二人きりにしようと画策する事が多い。
実方 せつか（さねかた せつか）
近所の喫茶店「ブールデル」のバイト店員で半藤のアパートでの隣人。通称「せっちゃん」。巨乳。店の客への好奇心が強く、探求優先で仕事を放棄する事が多い。いわゆる「オタクに理解のある一般人」で、半藤の加入後は工房に入り浸る様になる。料理の腕は壊滅的で、半藤に飯をたかる事が多い。
倉田 つぐみ（くらた つぐみ）
半藤・こるり・斎藤の企画担当者。こるりの社員原型師時代の元同僚。
飯塚 イスカ（いいづか イスカ）
人気原型師にして美人巨乳コスプレイヤー。造形ディーラー「イスカンダル」代表。こるりの友人。
鳩居 旭（はとい あきら）
フィニッシャー（塗装見本制作担当）。普段はクールに振舞っているが、造形関係でテンションが上がるとつい本音が出てしまう性格。
店長
「ブールデル」の店長。初老の男性。せつかに手を焼いており、容赦ないツッコミを入れる。
八重樫 野路子（やえがし のじこ）
近所に住む女子高生。リョウタロウという名の柴犬を飼っており、工房に迷い込んだのが縁でメンバーと知り合う。後に半藤にリョウタロウのフィギュア製作を依頼する。
麦畑（むぎばたけ）
商店街でケーキ屋を営む女性。せつかの紹介でクリスマス販促のサンタ役に斎藤を起用する。
万代寺 もず（まんだいじ もず）
「mozu」名義で活躍する人気イラストレーター。クソガキ。自作キャラのフィギュア監修がやたら厳しい事で有名。

## 商業的評価
週間単行本売り上げランキングCOMIC ZIN調べでは、単行本が発売されるたびにランキング入りしている（以下参照）。
| 巻数  | 期間                      | 順位   |
| ----- | ------------------------- | ------ |
| 第1巻 | 2020年7月6日から7月12日   | 第4位  |
| 第2巻 | 2021年1月4日から1月10日   | 第5位  |
| 第2巻 | 2021年1月11日から1月17日  | 第10位 |
| 第3巻 | 2021年12月6日から12月12日 | 第3位  |

模型専門誌『モデルグラフィックス』2022年8月号のフィギュア特集にて本作の描き下ろし特別編と作者インタビューが掲載されている。

## 書誌情報
- 丸井まお『となりのフィギュア原型師』 芳文社〈まんがタイムコミックス〉、既刊6巻（2024年9月6日現在）
  1. 2020年7月7日発売[6]、ISBN 978-4-8322-5797-9
  2. 2021年1月7日発売[7]、ISBN 978-4-8322-5817-4
  3. 2021年12月7日発売[8]、ISBN 978-4-8322-5851-8
  4. 2022年12月7日発売[9]、ISBN 978-4-8322-5888-4
  5. 2023年10月5日発売、ISBN 978-4-8322-5917-1
  6. 2024年9月6日発売、ISBN 978-4-8322-5953-9